# Icterus northropi
Icterus northropi е вид птица от семейство Трупиалови (Icteridae). Видът е критично застрашен от изчезване.

## Разпространение
Видът е разпространен в Бахамските острови.